# Gymnastique aux Jeux olympiques de la jeunesse de 2014
Navigation
Singapour 2010 Édition suivante
Les épreuves de gymnastique aux jeux olympiques de la jeunesse d'été de 2014 ont lieu au Stade du Centre sportif olympique de Nankin de Nankin, en Chine, du 17 au 27 août 2014.

## Compétitions

### Gymnastique artistique

#### Qualifications
Les Championnats d'Europe de gymnastique artistique 2014 ont fait office de qualification pour la compétition de gymnastique artistique.

#### Compétition Garçons
| Épreuves                    | Or                   | Argent              | Bronze               |
| --------------------------- | -------------------- | ------------------- | -------------------- |
| Concours général individuel | Giarnni Regini-Moran | Nikita Nagornyy     | Alec Yoder           |
| Sol                         | Giarnni Regini-Moran | Kenya Yuasa         | Lim Myongwoo         |
| Cheval d'arçons             | Nikita Nagornyy      | Vladyslav Hryko     | Timur Kadirov        |
| Anneaux                     | Nikita Nagornyy      | Ma Yue              | Vladyslav Hryko      |
| Saut de cheval              | Giarnni Regini-Moran | Ma Yue              | Nikita Nagornyy      |
| Barres parallèles           | Nikita Nagornyy      | Botond Kardos       | Giarnni Regini-Moran |
| Barre fixe                  | Kenya Yuasa          | Luka Van den Keybus | Giarnni Regini-Moran |

#### Compétition Filles
| Épreuves            | Or              | Argent          | Bronze       |
| ------------------- | --------------- | --------------- | ------------ |
| Concours Général    | Seda Tutkhalyan | Flávia Saraiva  | Ellie Downie |
| Saut de cheval      | Wang Yan        | Ellie Downie    | Sae Miyakawa |
| Barres asymétriques | Seda Tutkhalyan | Iosra Abdelaziz | Wang Yan     |
| Poutre              | Wang Yan        | Flávia Saraiva  | Ellie Downie |
| Sol                 | Flávia Saraiva  | Seda Tutkhalyan | Ellie Downie |

### Gymnastique rythmique
| Épreuves                     | Or              | Argent         | Bronze     |
| ---------------------------- | --------------- | -------------- | ---------- |
| Concours général individuel  | Irina Annenkova | Mariya Trubach | Laura Zeng |
| Concours général par équipes | Russie          | Bulgarie       | Kazakhstan |

### Trampoline
| Épreuves           | Or            | Argent       | Bronze                 |
| ------------------ | ------------- | ------------ | ---------------------- |
| Individuel garçons | Dylan Schmidt | Liu Changxin | Pedro Ribeiro Ferreira |
| Individuel filles  | Zhu Xueying   | Rana Nakano  | Maria Zakharchuk       |